# Fjord de l'Empereur François-Joseph
Le fjord de l'Empereur François-Joseph (danois : Kejser Franz Josef Fjord) est un fjord majeur situé dans le parc national du Nord-Est au Groenland.

## Géographie
L'embouchure du fjord se situe en mer du Groenland, dans la baie Foster, entre le cap Mackenzie, à l'extrémité orientale de l'île de la Société de géographie et le cap Franklin, tout au sud de la péninsule de Gauss. Le fjord s'étire sur plus de 100 km vers l'ouest, puis vers le sud-ouest sur 32 km et enfin vers le nord-ouest sur environ 60 km. Le fjord est côtier de l'île Ymer et est surplombé par le Teufelschloss,.

## Histoire
Le fjord est exploré au cours de la seconde expédition allemande au pôle Nord menée  en 1869-1970 et dirigée par l'explorateur Carl Koldewey. Le nom du fjord est donné en hommage à l'empereur François-Joseph Ier d'Autriche qui a participé au financement de l'expédition.